# Gladovec Kravarski
 Gladovec Kravarski  falu Horvátországban Zágráb megyében. Közigazgatásilag Kravarskóhoz tartozik. 

## Fekvése
Zágráb központjától 28 km-re, községközpontjától 4 km-re délre a Vukomerići dombok között fekszik.

## Története
A falunak 1857-ben 147, 1910-ben 160 lakosa volt. Trianon előtt Zágráb vármegye Nagygoricai járásához tartozott. 2001-ben a falunak 212 lakosa volt.

## Lakosság
| Lakosság változása | Lakosság változása | Lakosság változása | Lakosság változása | Lakosság változása | Lakosság változása | Lakosság változása | Lakosság változása | Lakosság változása | Lakosság változása | Lakosság változása | Lakosság változása | Lakosság változása | Lakosság változása | Lakosság változása |
| ------------------ | ------------------ | ------------------ | ------------------ | ------------------ | ------------------ | ------------------ | ------------------ | ------------------ | ------------------ | ------------------ | ------------------ | ------------------ | ------------------ | ------------------ |
| 1857               | 1869               | 1880               | 1890               | 1900               | 1910               | 1921               | 1931               | 1948               | 1953               | 1961               | 1971               | 1981               | 1991               | 2001               |
| 147                | 150                | 116                | 137                | 144                | 160                | 147                | 166                | 176                | 185                | 165                | 164                | 160                | 188                | 212                |

## Külső hivatkozások
Kravarsko község hivatalos oldala